# Callipodium australe
Callipodium australe är en korallart som beskrevs av Addison Emery Verrill 1876. Callipodium australe ingår i släktet Callipodium och familjen Anthothelidae. Inga underarter finns listade i Catalogue of Life.